# Резиденция президента Ирландии
Резиденция президента Ирландии (ирл. Áras an Uachtaráin) — официальная резиденция президента Ирландской республики, расположена в Феникс-парке в Дублине.

## Сооружение и история XVIII—XIX веков
Здание было спроектировано ирландским политиком и финансистом Натаниэлем Клементсом, который служил также смотрителем парка, строительство здания началось в 1751 году. В 1780-х здание приобрёл лорд-лейтенант Ирландии для размещения в нём своей летней резиденции. Его официальная резиденция находилась в апартаментах лорда-лейтенанта в Дублинском замке. С 1820-х годов здание стало резиденцией вице-короля Ирландии, где он проводил большую часть года, за исключением так называемого «общественного сезона» (с января до Дня Святого Патрика — 17 марта), когда он жил в Дублинском замке.
В Феникс-парке располагались три официальные государственные резиденции: резиденция вице-короля, резиденция главного министра по  делам Ирландии и резиденция лорда-лейтенанта Ирландии. Резиденция главного министра по делам Ирландии (в настоящее время — Дирфилд), является резиденцией посла США в Ирландии. Резиденция лорда-лейтенанта Ирландии в настоящее время разрушена, в течение многих лет в качестве резиденции Апостольской нунциатуры.
Некоторые историки утверждают, что облик здания резиденции был использован в качестве модели ирландским архитектором Джеймсом Хобаном, для разработки проекта Белого дома в Вашингтоне.
В 1882 году на территории резиденции группой борцов за независимость Ирландии были убиты главный министр по делам Ирландии лорд Фредерик Кавендиш и его заместитель Томас Генри Берк.

## Резиденция генерал-губернатора Ирландского свободного государства
С созданием Ирландского свободного государства в 1922 году, фактическим главой государства и представителем британского монарха стал генерал-губернатор Тимоти Хили. Первоначально генерал-губернатора предполагалось разместить в другом здании, меньшем по размеру, но из-за угроз расправы со стороны ИРА, он был размещён в бывшей резиденции вице-короля. Это здание оставалось резиденцией генерал-губернатора до 1932 года, когда последний генерал-губернатор, Дональд Бакли, был размещён в специально снятом частном особняке в южной части Дублина.

## Резиденция Президента Ирландии

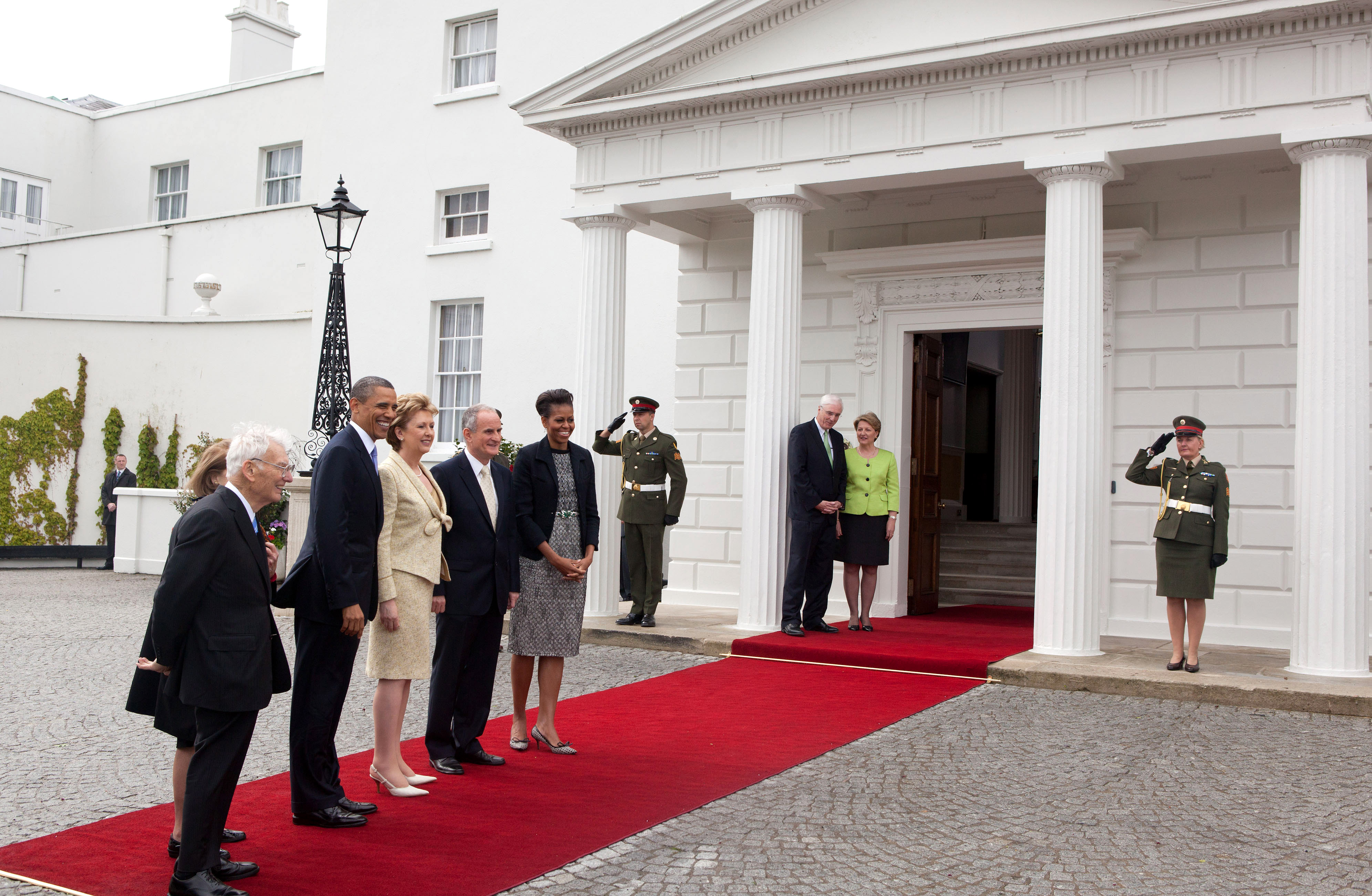
Президент Ирландии Мэри Макэлис принимает президента США Барака Обаму и первую леди США Мишель Обаму 23 мая 2011 года

До принятия в 1937 году конституции Ирландии, которая вводила должность президента страны, особняк пустовал. В 1938 году в нём поселился первый президент Ирландии Дуглас Хайд, который планировал снести здание и построить на его месте новый президентский дворец, но этот план не был осуществлён из-за начавшейся второй мировой войны. Здание было переименовано в Áras an Uachtaráin (что означает «дом президента» на ирландском языке). К 1945 году президент Ирландии стал настолько отождествляться с этим зданием, что особняк решено было сохранить, несмотря на большой износ. С тех пор, время от времени в особняке проводятся реставрационные работы.
Первый президент Ирландии Дуглас Хайд жил в жилых помещениях на первом этаже особняка. Впоследствии жилые помещения для президента и его семьи разместили в пристройке к главному зданию, которую построили во время визита короля Георга V в 1911 году. В 1990 году президент Мэри Робинсон вновь разместилась в старом здании, а её преемница Мэри Макалис вернулась в пристройку 1911 года.
Внутреннее убранство особняка не столь роскошно, как во многих других европейских королевских и президентских дворцах, но в то же время особняк представляет собой относительно комфортную резиденцию главы государства. В нём в располагаются государственная приёмная, большие и малые столовые, аппарат президента, библиотека, большой зал и президентский коридор, вдоль которого расположены бюсты президентов Ирландии (коридор Франчини), а также несколько спален, оформленных в стиле восемнадцатого и девятнадцатого веков.
В резиденции президента получают печать премьер-министр, а также все министры Ирландии, судьи, генеральный прокурор, контролёр и генеральный ревизор, а также старшие офицеры ирландской армии. Здесь также проходят заседания Президентской комиссии и Государственного совета Ирландии и расположена штаб-квартира Ирландской конной полиции.
Обустройством быта семьи президента Ирландии полностью занимается Управление общественных работ.